# بيوميز ليه اير
بيوميز ليه اير (بالفرنسية: Beaumetz-lès-Aire)‏ هي بلدية تقع في إقليم باد كاليه من منطقة نور با دو كاليه في شمال فرنسا. تبلغ مساحة هذه المدينة 4.43 (كم²)، وترتفع عن سطح البحر 180 م، يبلغ عدد سكانها 218 نسمة حسب إحصاء المعهد الوطني للإحصاء والدراسات الاقتصادية سنة 2009 م. وترأس Auxence Wigneron البلدية خلال فترة (2008-2014).